# Greysia Poliiová
Greysia Poliiová (* 11. srpna 1987 Jakarta) je indonéská badmintonistka, specialistka na čtyřhru. Pochází z etnika Minahasů, je vysoká 164 cm.
Na Letních olympijských hrách 2012 hrála spolu s Meilianou Jauhariovou. Po dvou výhrách měly jistý postup ze skupiny, ale v závěrečném utkání proti jihokorejskému páru se obě dvojice snažily prohrát, aby se dostaly do papírově slabší části pavouka. Pro nesportovní chování byly oba týmy po zápase diskvalifikovány.
Na LOH 2016 byla její deblovou partnerkou Nitya Krishinda Maheswari a vypadly ve čtvrtfinále. Na olympiádě v Tokiu hrála s o jedenáct let mladší Apriyani Rahayuovou, byly sedmým nasazeným párem, dokázaly však zvítězit a získaly tak pro Indonésii vůbec první olympijské zlato z ženské čtyřhry.
Poliiová je také vítězkou Asijských her 2014, kde startovala s Maheswariovou, a Her jihovýchodní Asie, kde byla její spoluhráčkou Rahayuová. Na mistrovství světa v badmintonu získala bronzové medaile v deblu v letech 2015, 2018 a 2019. Na Sudirmanově poháru smíšených družstev skončila druhá v letech 2005 a 2007 a třetí v letech 2009, 2011, 2015 a 2019. Na Poháru Uberové ženských družstev byla druhá v roce 2008 a třetí v roce 2010. Vyhrála šest turnajů Světového turné, v žebříčku Mezinárodní federace badmintonu byla jejím nejlepším umístěním druhá příčka.